# 1618
1618 (MDCXVIII) byl rok, který dle gregoriánského kalendáře započal pondělím.

## Události

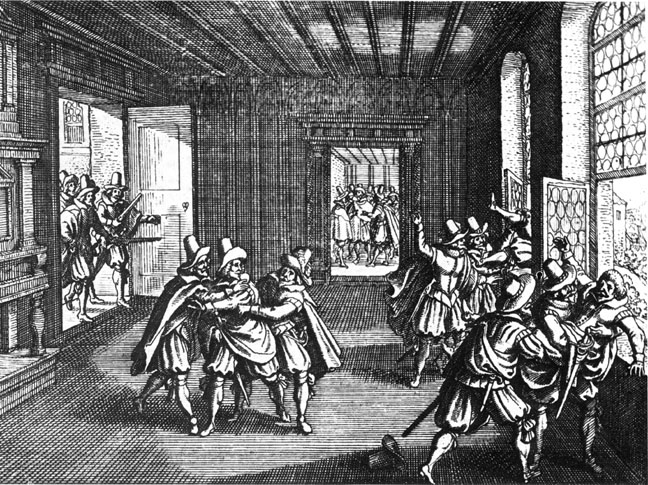
Druhá pražská defenestrace

- 8. března – Johannes Kepler formuloval třetí Keplerův zákon.
- 23. květen – Druhá (třetí) pražská defenestrace zahájila stavovské povstání a třicetiletou válku.
- 29. červenec – Španělská větev Habsburků se vzdala nároku na český a císařský trůn, rakouská větev odstoupila za to německou Sundgau. V případě vymření rakouských Habsburků po meči měla však nastoupit na český i císařský trůn španělská větev.
- 23. srpna – Nizozemský státník Johan van Oldenbarnevelt byl uvězněn.
- 19. září – Protestanti pod vedením generála Mansfelda zahájili dvouměsíční obléhání Plzně.
- 9. listopadu – V bitvě u Lomnice zvítězila česká armáda nad habsburskou.
- 11. prosince – Deulinským příměřím byla ukončena Rusko-polská válka.
- ? – Kardinál František z Ditrichštejna v Brně dostavěl Dietrichsteinský palác.
- ? – V italské Parmě bylo postaveno dvorní divadlo vévodů z Parmy a Piacenzy Teatro Farnese.
- ? – Vznikl stát Braniborsko-Prusko.

### Probíhající události
- 1568–1648 – Nizozemská revoluce
- 1568–1648 – Osmdesátiletá válka
- 1609–1618 – Rusko-polská válka
- 1618–1620 – České stavovské povstání
- 1618–1648 – Třicetiletá válka

## Narození
Česko
- 19. září – Matouš Ferdinand Sobek z Bílenberka, arcibiskup pražský († 29. dubna 1675)
- neznámé datum
  - Marie Justina ze Schwarzenbergu, česká šlechtična s rakouskými kořeny († 31. ledna 1681)

Svět

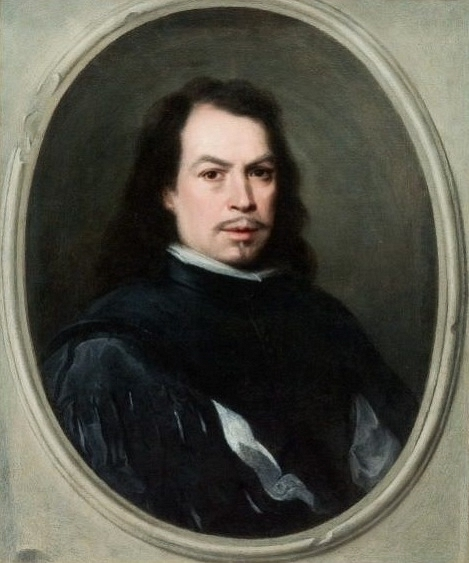
Bartolomè Esteban Murillo († 1. ledna)

- 01. ledna – pokřtěn Bartolomè Esteban Murillo, španělský malíř († 3. dubna 1682)
- 02. dubna – Francesco Maria Grimaldi, jezuitský kněz, fyzik a astronom († 28. prosince 1663)
- 09. dubna – Agustín Moreto y Cabana, španělský katolický kněz a dramatický básník († 28. října 1669)
- 29. dubna – Viktorie Farnese, vévodkyně z Moderny a Reggia († 10. srpna 1649)
- 06. srpna – Jacques Quétif, francouzský historik († 2. března 1698)
- 09. září – Joan Cererols, benediktinský mnich a hudebník († 27. srpna 1680)
- 14. září – Peter Lely, nizozemský malíř († 30. listopadu 1680)
- 03. listopadu – Aurangzéb, šestý mughalský císař († 3. března 1707)
- 26. prosince – Alžběta Falcká, dcera českého krále Fridricha Falckého († 8. února 1680)
- neznámé datum
  - David Conforte, rabín († 1690)
  - Jeremiah Horrocks, anglický astronom († 3. ledna 1641)
  - Ginevra Cantofoli, italská malířka († 12. května 1672)
  - Hišikawa Moronobu, japonský umělec († 25. července 1694)
  - Juraj Križanić, chorvatský filolog, filozof, spisovatel († 12. září1683)
  - François Pierre La Varenne, renesanční kuchař († 1678)

## Úmrtí
Česko
- 18. listopadu – Albrecht Jan Smiřický, šlechtic (* 17. prosince 1594)
- neznámé datum
  - Václav Březan, rožmberský archivář (* asi 1568)

Svět

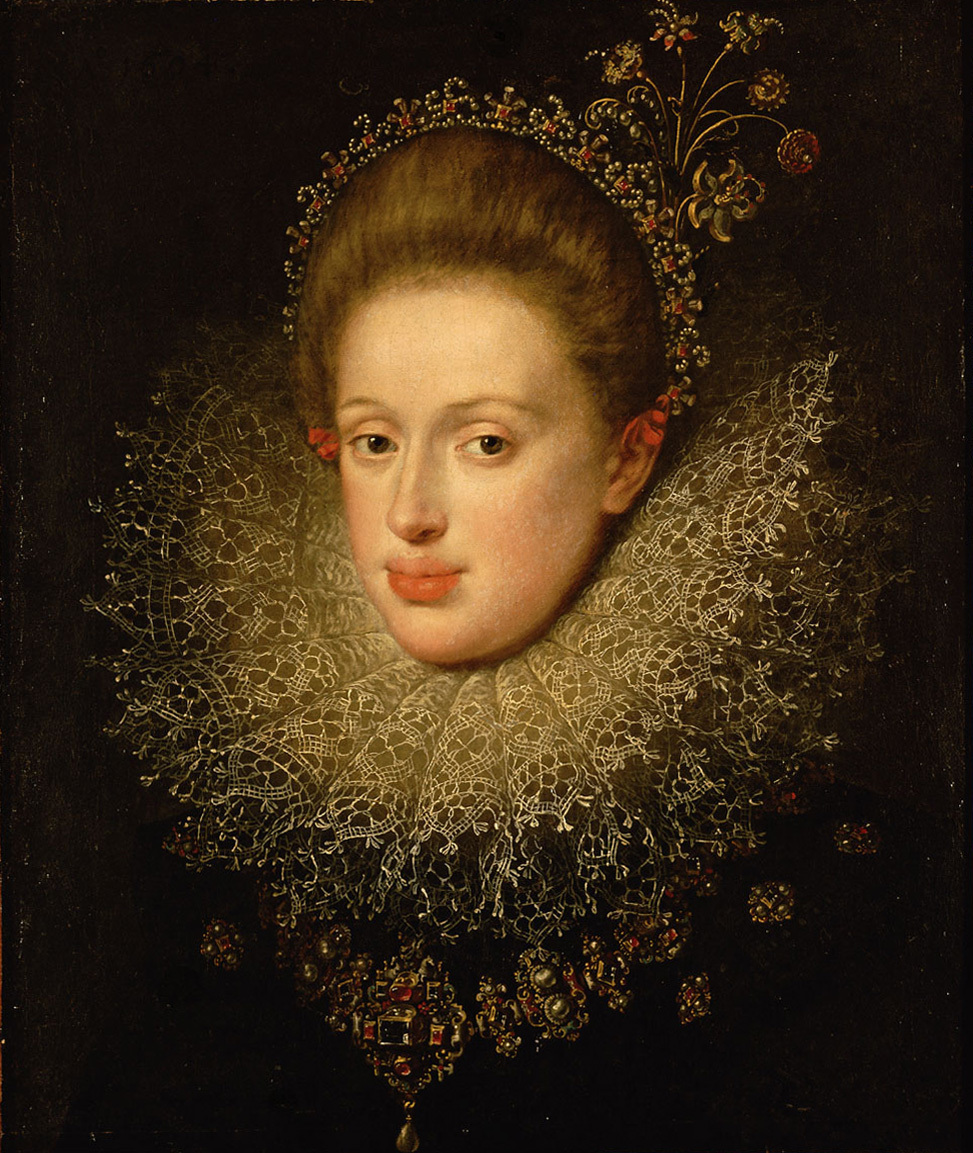
Anna Tyrolská († 14. prosince)

- 06. ledna – Markéta Gonzagová, italská šlechtična (* 27. května 1564)
- 08. března – Kateřina de Mayenne, francouzská šlechtična (* 1585)
- 24. května – Jan Jiří I. Anhaltsko-Desavský, německý šlechtic (* 9. května 1567)
- 31. května – Jiří Henisch, německý lékař a polyhistor (* 24. dubna 1549)
- 27. srpna – Albrecht Fridrich Pruský, pruský vévoda (* 29. dubna 1553)
- 24. října – Alžběta Brunšvicko-Wolfenbüttelská, německá šlechtična (* 23. února 1567)
- 29. října – Walter Raleigh, anglický dobrodruh a spisovatel (* 1554)
- 31. října – Karel Rakouský, markrabě z Burgau, hrabě nellenburský a hohenberský, vnuk císaře Ferdinanda I. Habsburského (* 22. listopadu 1560)
- 02. listopadu – Maxmilián III. Habsburský, syn císaře Maxmiliána II. (* 12. října 1558)
- 05. listopadu – Eliáš Lányi, slovenský církevní hodnostář a spisovatel (* 1570)
- 07. prosince – Bernardo de Sandoval y Rojas, španělský kardinál (* 20. dubna 1546)
- 10. prosince – Giulio Caccini, italský hudební skladatel (* 8. října 1551)
- 14. prosince – Anna Tyrolská, manželka Matyáše Habsburského, česká a uherská královna (* 4. října 1585)
- neznámé datum
  - Ambrosius Francken I., vlámský malíř (* 1544)

## Hlavy států
- Anglie – Jakub I. Stuart (1603–1625)
- Francie – Ludvík XIII. (1610–1643)
- Habsburská monarchie – Matyáš Habsburský (1612–1619)
- Osmanská říše – Mustafa I. (1617–1618) / Osman II. (1618–1622)
- Polsko-litevská unie – Zikmund III. Vasa (1587–1632)
- Rusko – Michail I. (1613–1645)
- Španělsko – Filip III. (1598–1621)
- Švédsko – Gustav II. Adolf (1611–1632)
- Papež – Pavel V. (1605–1621)
- Perská říše – Abbás I. Veliký